# Самір Камуна
Самір Камуна (араб. سمير كمونة, нар. 2 квітня 1972, Каїр) — єгипетський футболіст, що грав на позиції захисника, зокрема за національну збірну Єгипту.
У складі збірної — володар Кубка африканських націй. 

## Клубна кар'єра
У дорослому футболі дебютував 1992 року виступами за команду «Ель Мокаволун аль-Араб», в якій провів чотири сезони, після чого протягом 1996—1998 років захищав кольори каїрського «Аль-Аглі».
Своєю грою за останню команду привернув увагу представників тренерського штабу німецького «Кайзерслаутерна», до складу якого приєднався 1998 року. Відіграв за кайзерслаутернський клуб наступний сезон своєї ігрової кар'єри, так і не ставши гравцем основного складу.
1999 року уклав контракт із турецьким «Бурсаспором», з якого згодом віддавався в оренду до єгипетського «Аль-Аглі», а частину 2002 року провів у саудвському «Аль-Іттіфаці».
Того ж 2002 року остаточно повернувся на батьківщину, де грав за каїрський «Аль-Аглі», «Аль-Іттіхад» (Александрія) та «Аль-Масрі», а завершував ігрову кар'єру у команді «Петроджет», за яку виступав протягом 2006—2008 років.

## Виступи за збірні
1991 року залучався до складу молодіжної збірної Єгипту.
1995 року дебютував в офіційних матчах у складі національної збірної Єгипту.
У складі збірної був учасником Кубка африканських націй 1996 року в ПАР та Кубка африканських націй 1998 року в Буркіна Фасо. На другому із цих турнірів єгиптяни здобили титул континентальних чемпіонів, що надало їм право участі у  розіграші Кубка конфедерацій 1999 року в Мексиці, де Камуна також був у складі збірної.
Загалом протягом кар'єри в національній команді, яка тривала 6 років, провів у її формі 36 матчів, забивши 8 голів.

## Титули і досягнення
- Володар Кубка африканських націй (1): 1998